# Nemomydas tenuipes
Nemomydas tenuipes är en tvåvingeart som först beskrevs av Friedrich Hermann Loew 1872.  Nemomydas tenuipes ingår i släktet Nemomydas och familjen Mydidae.
Artens utbredningsområde är Kalifornien. Inga underarter finns listade i Catalogue of Life.